# Okka Rau
Okka Rau-Schmeckenbecher(Leer, 5 de janeiro de 1977) é ex-voleibolista indoor e jogadora de vôlei de praia alemã, que no vôlei de praia, foi medalhista de ouro no Campeonato Europeu em 2003 na Turquia e de bronze na edição 2005 na Rússia e semifinalista em 2008 na Alemanha.

## Carreira
Parte de sua vida deu-se em Kiel, cidade que migrou com cinco anos de idade.Ela competiu no voleibol de quadra  e de praia desde o ano de 1996.No ano de 2000 formou dupla com Mireya Kaup e estrearam no Circuito Mundial no Aberto de Berlim, e no Aberto de Fortaleza terminou na décima sétima posição ao lado de Stephanie Pohl. Na jornada de 2001, conquistaram o vice-campeonato no Campeonato Alemão e foi eleita em seu país a jogadora do ano, e juntas ainda terminaram na décima sétima colocação ao lado no Campeonato Mundial em Klagenfurt, pelo circuito mundial, terminaram na sétima posição no Aberto de Osaka, na nona posição no Aberto de Gstaad e no Grand  Slam de Marselha, e ainda nesta jornada terminaram em nono nos Jogos da Boa Vontade de 2001 em Brisbane.
No ano de 2002, esteve ao lado de Stephanie Pohl, sagraram-se campeãs nacionais e eleita novamente a jogadora do ano, e novamente no circuito mundial, como melhor desempenho tiveram o quinto lugar nos Abertos de Madrid e Osaka, o nono posto no Grand Slam de Marselha e nos Abertos de Gstaad, Montreal, Maiorca e Vitória.Em 2003, em um evento nacional jogou com Maike Dieckman e com a cubana Imara Estéves Ribalta, e com sua parceria titular, ou seja, Stephanie Pohl, foi eleita na temporada nacional a jogadora do ano,sagrou-se medalhista de ouro no Campeonato Europeu de 2003 em Alânia, ainda terminaram em nono no Campeonato Mundial no Rio de Janeiro, e pelo circuito mundial, obtiveram o quinto posto nos Grand Slams de Berlim, Marselha e Los Angeles, e como outros melhores resultados, terminaram em nono nos Abertos de Osaka, Lianyungang e Milão.
Com Stephanie Pohl foi vice-campeã do campeonato alemão, também terminou em quinto no Campeonato Europeu de 2004 em Timmendorfer Strand, e no circuito mundial terminaram em nono no Aberto de Fortaleza e no Grand Slam de Klagenfurt, em sétimo nos Abertos de Xangai, Stavanger e Maiorca, disputaram juntas pela primeira vez, a edição dos Jogos Olímpicos de Verão de 2004 em Atenas, e finalizaram na quinta colocação.
No Campeonato Europeu de 2005 em Moscou, conquistou ao lado de Stephanie Pohl a medalha de bronze, foi vice-campeã do campeonato alemão e voltou a ser eleita a jogadora do ano, e disputaram o Campeonato Mundial de 2005 em Berlim, quando terminaram em nono lugar.No Circuito Mundial de 2005 conquistaram o primeiro pódio terminando com o bronze no Aberto de Milão, ainda obtiveram o sétimo posto no Aberto de Xangai e no Grand Slam de  Stavanger.
Em 2006,terminou em terceiro lugar no campeonato nacional e foi eleita a jogadora do ano, isto ao lado de  Stephanie Pohl, com quem terminou em quinto lugar no Campeonato Europeu de Haia competindo no circuito mundial, terminaram em quarto lugar no Aberto de Montreal e no Grand Slam de Stavanger, a medalha de bronze no Grand Slam de Klagenfurt.
Na temporada de 2007, esteve outra vez com Stephanie Pohl,conquistaram o nono lugar no Campeonato Europeu de 2007 em Valência, semifinalistas no Aberto de Kristiansand, terminaram em quinto lugar no Campeonato Mundial de Gstaad, e no circuito mundial conquistaram  o nono posto no Aberto de Sentosa e no Grand Slam de Klagenfurt, na sétima posição no Aberto de Varsóvia, quinto posto no Grand Slam de Stavanger e no Aberto de Marselha.
Com Stephanie Pohl, foi semifinalista do Campeonato Europeu de 2008 em Hamburgo, qualificaram-se para a Olimpíada de Pequim de 2008, e nesta competição terminaram em nono lugar, nos eventos do circuito mundial, elas obtiveram o primeiro ouro no Aberto de Marselha, terminaram ainda em nono no Grand Slam de Moscou, na sétima posição  no Aberto de Barcelona e quinta sétima posição nos Grand Slam de Berlim e Stavanger. 
No Campeonato Mundial de 2009 em Stavanger, estiveram em juntas, e conquistaram a décima sétima posição, mesmo feito obtido nos Abertos de Seul,Kristiansand, Aland e Barcelona, nos Grand Slams de Gstaad, Moscou e Marselha, o décimo terceiro posto no Aberto de Stare Jabloki e no Masters de Berlim, e o nono lugar no Grand Slam de Klagenfurt.
Em um evento nacional jogou com Sarah Eichler em 2010.Depois dedicou-se aos estudos, formou-se educadora física e de inglês, passou a trabalhar em uma escola secundária em Tübingen e em 23 de dezembro de 2010, casou com o jogador de vôlei Stefan Schmeckenbecher.
Em 2011 em torneios nacionais comepetiu com Leonie Müller e em um torneio com Barbara Schulz.Em 2017 assumiu a chefia do departamento de voleibol do TV 1861 Rottenburg eV..

## Títulos e resultados
- Aberto de Marselha do Circuito Mundial de Vôlei de Praia de 2008
- Grand Slam de Klagenfurt do Circuito Mundial de Vôlei de Praia de 2007
- Aberto de Milão do Circuito Mundial de Vôlei de Praia de 2005
- Aberto de Kristiansand do Circuito Mundial de Vôlei de Praia de 2007
- Grand Slam de Stavanger do Circuito Mundial de Vôlei de Praia de 2007
- Aberto de Montreal do Circuito Mundial de Vôlei de Praia de 2007
- Campeonato Europeu  de Vôlei de Praia:2008